# Топография роговицы

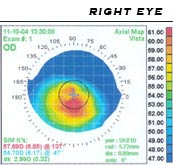
Нарушение формы роговицы при кератоконусе: наибольшая крутизна поверхности отмечена оттенками красного.

Топография роговицы, корнеотопография — неинвазивная методика картирования кривизны поверхности роговицы. Поскольку роговая оболочка обеспечивает приблизительно 70 % оптической силы глаза, её форма крайне важна для поддержания нормального зрения. В ходе процедуры серия концентрических световых колец проецируется на роговицу, получившееся изображение считывается цифровой камерой и преобразуется в топографическую карту, позволяющую оценить отклонения от нормы.
Компьютеризация и увеличение точности измерений позволили использовать корнеотопографию для более тонкой диагностики; в частности, вычисляемый компьютером индекс KISA% (англ. keratometry, I-S, skew percentage, astigmatism) может применяться для скрининга на кератоконус и позволяет выявить незначительные отклонения от нормы даже у здоровых родственников пациентов. Еще один индекс, KCI%, вычисляемый экспертной программой, разработанной Maeda и Klyce, при превышении нулевого значения также может говорить о наличии кератоконуса.
Пеллюцидная краевая дегенерация предстаёт на карте кривизны в виде двух «целующихся птиц» (kissing birds pattern).